# Laetitia Casta
Lætitia Marie Laure Casta (* 11. května 1978, Pont-Audemer) je francouzská modelka, herečka a režisérka.

## Životopis
Svou filmovou hereckou kariéru začala v roce 1999 vedlejší rolí ve filmu Asterix a Obelix, na divadelních prknech debutovala v roce 2004 titulní rolí ve hře Ondine spisovatele Jeana Giraudoux. V roce 2000 stála modelem pro bustu Marianne. V roce 2012 získala rytířskou hodnost Řádu umění a literatury. V roce 2016 představila v rámci Týdnu kritiky na Filmovém festivalu v Cannes svůj režisérský debut, krátkometrážní snímek Ve mně.
S fotografem Stéphanem Sednaouim má dceru Sahteene narozenou v roce 2001. Poté žila deset let s italským hercem Stefanem Accorsim. Má s ním syna Orlanda, narozeného v roce 2006 a dceru Athénu, narozenou v roce 2009.
V roce 2015 se jejím partnerem stal herec Louis Garrel, jehož si v roce 2017 i vzala.

## Filmografie

### Celovečerní filmy

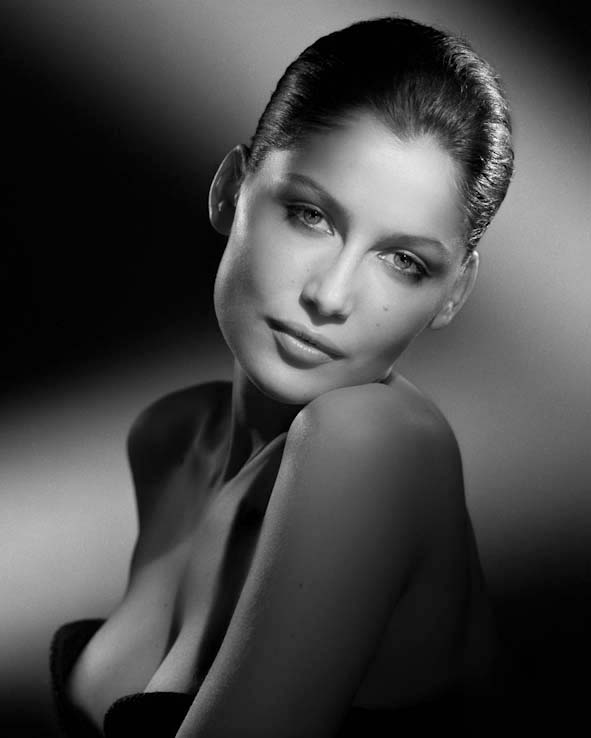
Casta v roce 2005

| Rok  | Název filmu                             | Režie                                | Role               |
| ---- | --------------------------------------- | ------------------------------------ | ------------------ |
| 1999 | Asterix a Obelix                        | Claude Zidi                          | Falbala            |
| 2000 | Cigán                                   | Manuel Palacios                      | Lucía Junco        |
| 2001 | Les Âmes fortes                         | Raúl Ruiz                            | Thérèse            |
| 2002 | Rue des plaisirs                        | Patrice Leconte                      | Marion             |
| 2003 | Bloudění                                | Damien Odoul                         | Lou                |
| 2006 | Velký apartmán                          | Pascal Thomas                        | Francesca          |
| 2007 | La jeune fille et les loups             | Gilles Legrand                       | Angèle             |
| 2008 | Narozeni v 68                           | Olivier Ducastel a Jacques Martineau | Catherine          |
| 2009 | Tvář                                    | Ming-liang Tsai                      | Star a Salomé      |
| 2010 | Serge Gainsbourg: Heroický život        | Joann Sfar                           | Brigitte Bardotová |
| 2011 | Derrière les murs                       | Julien Lacombe a Pascal Sid          | Suzanne            |
| 2011 | Knoflíková válka                        | Christophe Barratier                 | Simone             |
| 2011 | Ostrov                                  | Kamen Kalev                          | Sophie             |
| 2012 | Do Not Disturb                          | Yvan Attal                           | Anna               |
| 2012 | Smrtelné lži                            | Nicholas Jarecki                     | Julie Cote         |
| 2013 | Une histoire d'amour                    | Hélène Fillières                     | mladá žena         |
| 2014 | Des lendemains qui chantent             | Nicolas Castro                       | Noémie Archambault |
| 2014 | Una donna per amica                     | Giovanni Veronesi                    | Claudia            |
| 2014 | Sex v Paříži                            | Audrey Dana                          | Agathe             |
| 2015 | Des Apaches                             | Nassim Amaouche                      | Jeanne             |
| 2018 | Věrní nevěrní                           | Louis Garrel                         | Marianne           |
| 2018 | L'Incroyable Histoire du facteur Cheval | Nils Tavernie                        | Philomène          |
| 2019 | Le Milieu de l'horizon                  | Delphine Lehericey                   | Nicole             |

### Televize
| Rok  | Název filmu                   | Režie                            | Role            |
| ---- | ----------------------------- | -------------------------------- | --------------- |
| 2000 | Modrý bicykl                  | Thierry Binisti                  | Léa Delmas      |
| 2004 | Luisa Sanfelice               | Paolo Taviani a Vittorio Taviani | Luisa Sanfelice |
| 2015 | Arletty, une passion coupable | Arnaud Sélignac                  | Léonie Bathiat  |

## Divadlo
- 2004: Jean Giraudoux: Ondine, režie Jacques Weber, Théâtre Antoine, role: Ondine
- 2008: Florian Zeller: Elle t'attend, režie Florian Zeller, Théâtre de la Madeleine, role: Anna
- 2017 a 2018: Ingmar Bergman: Scény z manželského života, režie Safy Nebbou, Théâtre de l'Œuvre, role: Marianne
- 2021 a 2022: Serge Kribus: Clara Haskilová - Prélude et fugue, režie Safy Nebbou, Théâtre du Rond-Point, role: Clara

## Ocenění a nominace
- 2008: Zlatá labuť pro nejlepší herečku na Filmovém festivalu v Cabourgu, za roli ve filmu Narozeni v 68
- 2011: Nominace na Césara pro nejlepší herečku ve vedlejší roli, za roli ve filmu Serge Gainsbourg: Heroický život
- 2012: je jí udělen Řád umění a literatury